# Ansonia platysoma
Ansonia platysoma är en groddjursart som beskrevs av Robert F. Inger 1960. Ansonia platysoma ingår i släktet Ansonia och familjen paddor. IUCN kategoriserar arten globalt som starkt hotad. Inga underarter finns listade i Catalogue of Life.